# République arabe syrienne (1963-2024)
Cet article concerne le régime syrien baasiste en place de 1963 à 2024. Pour la République arabe syrienne entre 1961 et 1963, voir Deuxième République (Syrie).
Pour les articles homonymes, voir République syrienne.
Syrie baasiste
8 mars 1963 – 8 décembre 2024
(62 ans et 9 mois)
Entités précédentes :
- République arabe syrienne

Entités suivantes :
- Administration autonome du Nord et de l'Est de la Syrie (2012)
- Gouvernement intérimaire syrien (en exil ; 2013)
- Gouvernement de salut syrien (2017)
- République arabe syrienne (Gouvernement de transition syrien ; 2024)

La Syrie baasiste, officiellement nommée la République arabe syrienne (en abrégé RAS[réf. nécessaire] ; en arabe الجمهورية العربية السورية, al-Jumhūriyya al-ʿArabiyya as-Sūriyya), est le régime politique en place en Syrie entre 1963 et 2024, sous le règne de la branche régionale syrienne, issue du défunt parti socialiste arabe Baas. La famille el-Assad a dirigé la Syrie depuis le Mouvement correctif de 1970 jusqu’aux offensives de l’opposition syrienne en 2024.
Le régime est né à la suite du coup d'État syrien de 1963 et était dirigé par des officiers militaires alaouites. Le président Salah Jedid a été renversé par Hafez el-Assad lors de la révolution corrective de 1970. La résistance contre le régime d'Assad a conduit au massacre de Hama en 1982. Hafez al-Assad est décédé en 2000 et a été remplacé par son fils Bachar el-Assad. Les manifestations contre le régime assadiste en 2011 ont conduit à la guerre civile syrienne. En décembre 2024, une série d’offensives menées par des groupes rebelles à travers la Syrie a abouti à l’effondrement du régime.

## Histoire

### Coup d'État de 1963
L'instabilité qui a suivi le coup d'État de 1961 a culminé avec le coup d'État baathiste du 8 mars 1963. La prise de contrôle a été orchestrée par des membres du parti socialiste arabe Baas, dirigé par Michel Aflak et Salah Eddine Bitar. Le nouveau cabinet syrien était dominé par des membres du parti Baas,. Depuis la prise du pouvoir par son Comité militaire en 1963, le parti Baas dirigeait la Syrie comme un État totalitaire. Les Baathistes ont pris le contrôle de la politique, de l’éducation, de la culture, de la religion du pays et ont surveillé tous les aspects de la société civile par le biais de sa puissante Moukhabarat (police secrète). Les forces armées arabes syriennes et la police secrète ont été intégrées à l'appareil du parti Baas, après la purge des élites civiles et militaires traditionnelles par le nouveau régime.

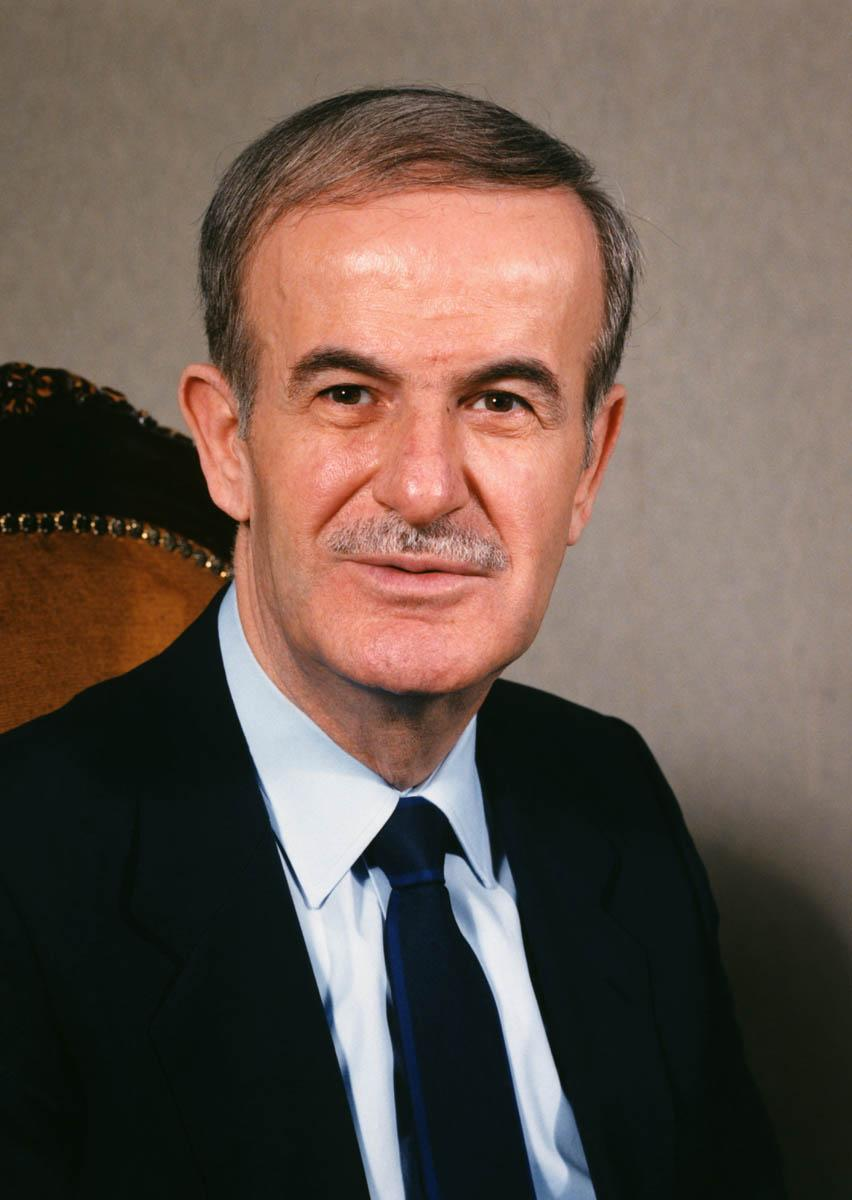
Hafez el-Assad, président de la Syrie (1970-2000)

Le coup d'État baasiste de 1963 a marqué une « rupture radicale » dans l'histoire syrienne moderne, après laquelle le parti Baas a monopolisé le pouvoir dans le pays pour établir un État à parti unique et façonner un nouvel ordre sociopolitique en imposant son idéologie d'État. Le 23 février 1966, le Comité militaire néo-baasiste mena une rébellion intra-parti contre la vieille garde baasiste (Aflaq et Bitar), emprisonna le président Amine al-Hafez et désigna un gouvernement Baas régionaliste et civil le 1er mars. Bien que Noureddine al-Atassi soit devenu le chef officiel de l'État, Salah Jedid fut le dirigeant effectif de la Syrie de 1966 jusqu'en novembre 1970, lorsqu'il fut destitué par Hafez el-Assad, qui était à l'époque ministre de la Défense.
Le coup d'État a conduit à un schisme au sein du parti Baas panarabe originel : un mouvement Baas dirigé par les Irakiens (qui ont dirigé l'Irak de 1968 à 2003) et un mouvement Baas dirigé par les Syriens ont été créés. Au cours du premier semestre de 1967, un état de guerre discret existait entre la Syrie et Israël. Le conflit autour de la culture israélienne de terres dans la zone démilitarisée a conduit à des affrontements aériens d'avant-guerre entre Israël et la Syrie le 7 avril. Lorsque la guerre des Six Jours éclata entre l’Égypte et Israël, la Syrie se joignit à la guerre et attaqua également Israël. Dans les derniers jours de la guerre, Israël a tourné son attention vers la Syrie, capturant les deux tiers du plateau du Golan en moins de 48 heures. Cette défaite a provoqué une division entre Jadid et Assad sur les prochaines étapes à suivre. Un désaccord s’est développé entre Jadid, qui contrôlait l’appareil du parti, et Assad, qui contrôlait l’armée. Le retrait en 1970 des forces syriennes envoyées pour aider l'Organisation de libération de la Palestine (OLP) dirigée par Yasser Arafat pendant les hostilités du « Septembre noir (également connu sous le nom de guerre civile jordanienne de 1970) » avec la Jordanie reflète ce désaccord.

### Hafez el-Assad (1970-2000)
La lutte pour le pouvoir culmina avec le mouvement correctif syrien de novembre 1970, un coup d'État militaire sans effusion de sang qui installa Hafiz al-Assad comme homme fort du gouvernement. Le général Hafiz al-Assad a transformé un État baasiste en une dictature totalitaire marquée par son emprise omniprésente sur le parti, les forces armées, la police secrète, les médias, le secteur de l’éducation, les sphères religieuses et culturelles et tous les aspects de la société civile. Celui-ci assigna des loyalistes alaouites à des postes clés dans les forces militaires, la bureaucratie, les services de renseignement et l'élite dirigeante. Le culte de la personnalité autour de Hafiz et de sa famille est devenu un principe fondamental de l'idéologie baathiste, qui soutenait que la dynastie Assad était destinée à régner éternellement. Le 6 octobre 1973, la Syrie et l’Égypte déclenchent la guerre du Kippour contre Israël. Les forces de défense israéliennes ont annulé les gains syriens initiaux et ont pénétré plus profondément dans le territoire syrien. Le village de Quneitra a été en grande partie détruit par l'armée israélienne. À la fin des années 1970, un soulèvement islamiste mené par les Frères musulmans visait le gouvernement. Les islamistes ont attaqué des civils et des militaires en congé, ce qui a conduit les forces de sécurité à tuer également des civils lors de frappes de représailles. Le soulèvement avait atteint son apogée lors du massacre de Hama en 1982, lorsque plus de 40 000 personnes avaient été tuées par les troupes militaires syriennes et les paramilitaires baathistes. Il a été décrit comme « l’acte de violence le plus meurtrier » perpétré par un État contre sa propre population dans l’histoire arabe moderne,
Dans un changement majeur dans ses relations avec les autres États arabes et le monde occidental, la Syrie a participé à la guerre du Golfe menée par les États-Unis contre Saddam Hussein. Le pays a participé à la Conférence multilatérale de Madrid de 1991 et, au cours des années 1990, a engagé des négociations avec Israël ainsi qu'avec la Palestine et la Jordanie. Ces négociations ont échoué et il n'y a pas eu de discussions directes entre la Syrie et Israël depuis la rencontre du président Hafez al-Assad avec le président étasunien de l'époque, Bill Clinton, à Genève en 2000.

### Années 2000
Hafez el-Assad est décédé le 10 juin 2000. Son fils, Bachar el-Assad, a été élu président lors d'une élection à laquelle il s'est présenté sans opposition. Son élection a vu naître le Printemps de Damas et les espoirs de réformes, mais à l’automne 2001, les autorités ont réprimé le mouvement, emprisonnant certains de ses principaux intellectuels. Au lieu de cela, les réformes se sont limitées à quelques réformes du marché,,. Le 5 octobre 2003, Israël a bombardé un site près de Damas, affirmant qu'il s'agissait d'un centre d'entraînement terroriste pour les membres du Jihad islamique. En mars 2004, des Kurdes et des Arabes syriens se sont affrontés dans la ville d'al-Qamishli, au nord-est du pays. Des signes d'émeutes ont été observés dans les villes de Qamishli et Hasakeh. En 2005, la Syrie a mis fin à sa présence militaire au Liban. L'assassinat de Rafiq Hariri en 2005 a conduit à une condamnation internationale et a déclenché une Intifada populaire au Liban, connue sous le nom de « Révolution du Cèdre », qui a forcé le régime d'Assad à mettre fin à 29 ans d'occupation militaire du Liban. Le 6 septembre 2007, des avions de chasse étrangers, suspectés d'être israéliens, auraient mené l'opération Orchard contre un réacteur nucléaire présumé en construction par des techniciens nord-coréens.

### Guerre civile

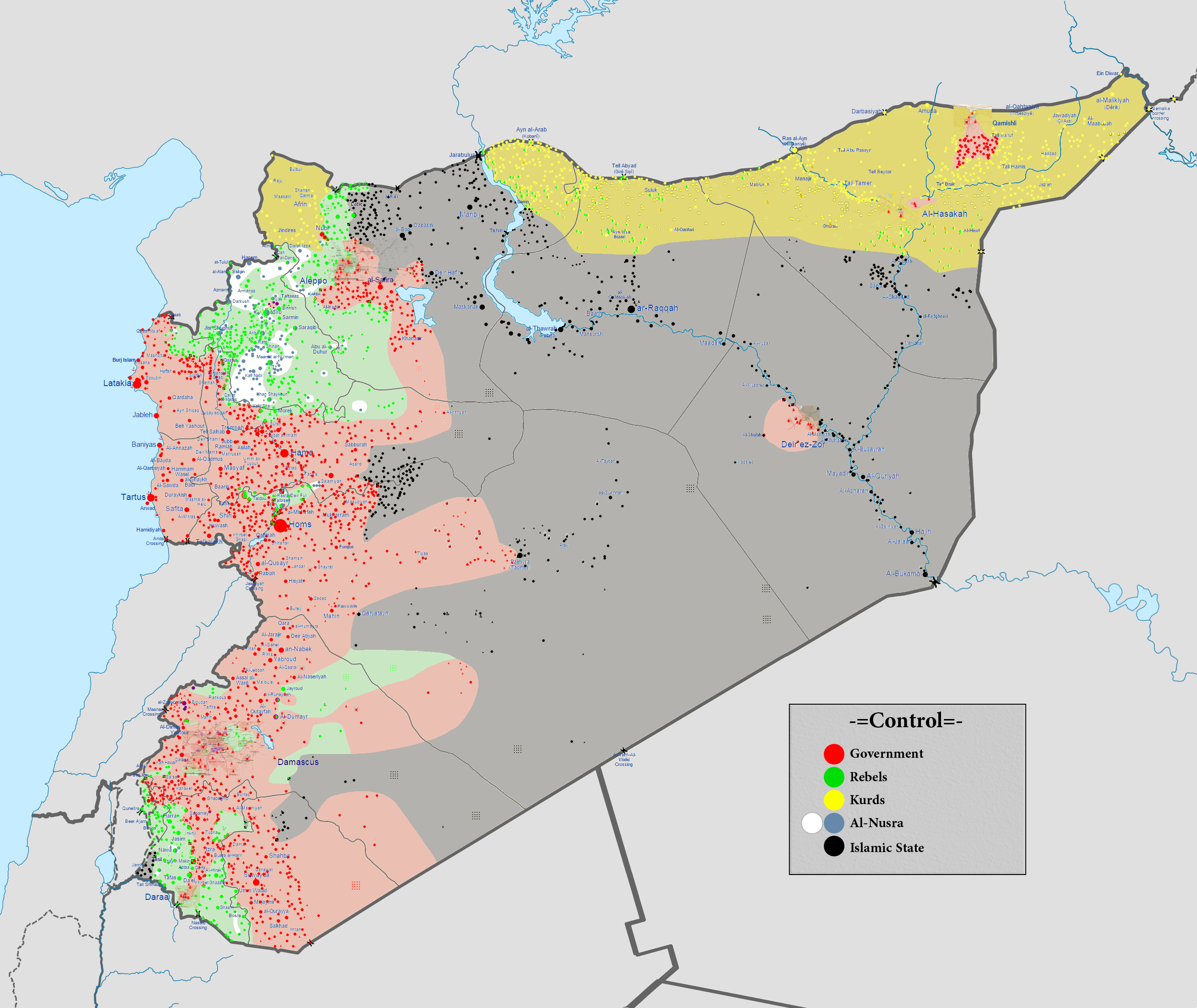
Situation militaire en décembre 2015. Le territoire contrôlé par l’État islamique est en gris.

La guerre civile syrienne a débuté en 2011 dans le cadre du Printemps arabe, une vague de bouleversements qui a secoué le monde arabe. Les manifestations publiques ont commencé à travers la Syrie le 26 janvier 2011 et se sont transformées en un soulèvement national. Les manifestants ont exigé la démission du président Bachar el-Assad, le renversement de son gouvernement et la fin de près de cinq décennies de règne du parti Baas. Depuis le printemps 2011, le gouvernement syrien a déployé l'armée syrienne pour réprimer le soulèvement, et plusieurs villes ont été assiégées,, bien que les troubles aient par la suite continué. Selon certains témoins, les soldats qui refusaient d’ouvrir le feu sur les civils auraient été sommairement exécutés par l’armée syrienne. Le gouvernement syrien a nié les informations faisant état de défections et a accusé les gangs armés d'être à l'origine des troubles. Depuis le début de l’automne 2011, des civils et des déserteurs de l’armée ont commencé à former des unités de combat, qui ont lancé une campagne d’insurrection contre l’armée syrienne. Les insurgés se sont unifiés sous la bannière de l’Armée syrienne libre et ont combattu de manière de plus en plus organisée ; cependant, la composante civile de l’opposition armée manquait d’un leadership organisé.

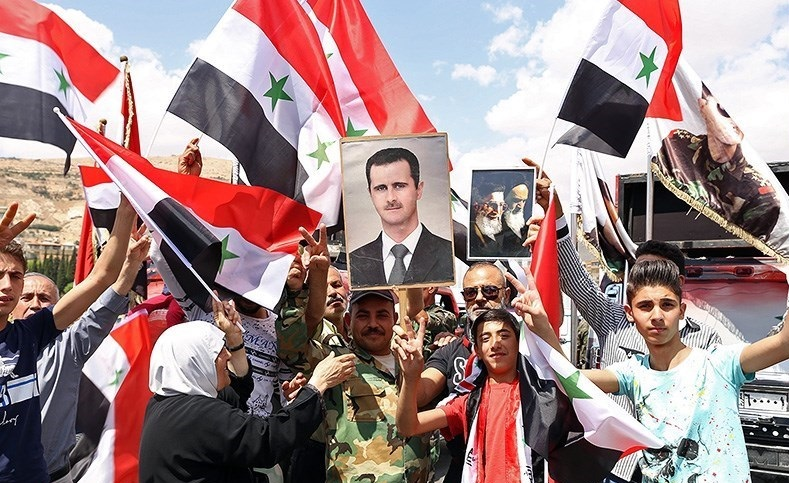
Manifestation pro-Assad à Damas, la capitale, après les frappes de missiles menées par les États-Unis en avril 2018

Le soulèvement a des connotations sectaires, même si aucune des factions impliquées dans le conflit n’a décrit le sectarisme comme jouant un rôle majeur. L'opposition est dominée par les musulmans sunnites, tandis que les principales figures du gouvernement sont les Alaouites , affiliés à l'islam chiite. En conséquence, l’opposition bénéficie du soutien des États musulmans sunnites, tandis que le gouvernement est publiquement soutenu par l’ Iran dominé par les chiites et par le Hezbollah libanais. Selon diverses sources, dont les Nations unies, entre 13 470 et 19 220 personnes ont été tuées, dont environ la moitié étaient des civils, mais aussi entre 6 035 et 6 570 combattants armés des deux camps ,,, et jusqu'à 1 400 manifestants de l'opposition . De nombreuses autres personnes ont été blessées et des dizaines de milliers de manifestants ont été emprisonnés. Selon le gouvernement syrien, entre 9 815 et 10 146 personnes, dont 3 430 membres des forces de sécurité, 2 805 à 3 140 insurgés et jusqu'à 3 600 civils, ont été tuées dans les combats avec[pas clair] ce qu'il qualifie de « groupes terroristes armés ». Pour échapper à la violence, des dizaines de milliers de réfugiés syriens ont fui le pays vers les pays voisins, la Jordanie, l'Irak et  le Liban, ainsi que vers la Turquie. Le nombre total officiel de réfugiés syriens selon l’ONU atteignait alors 42 000, tandis que le nombre non officiel atteignait 130 000.

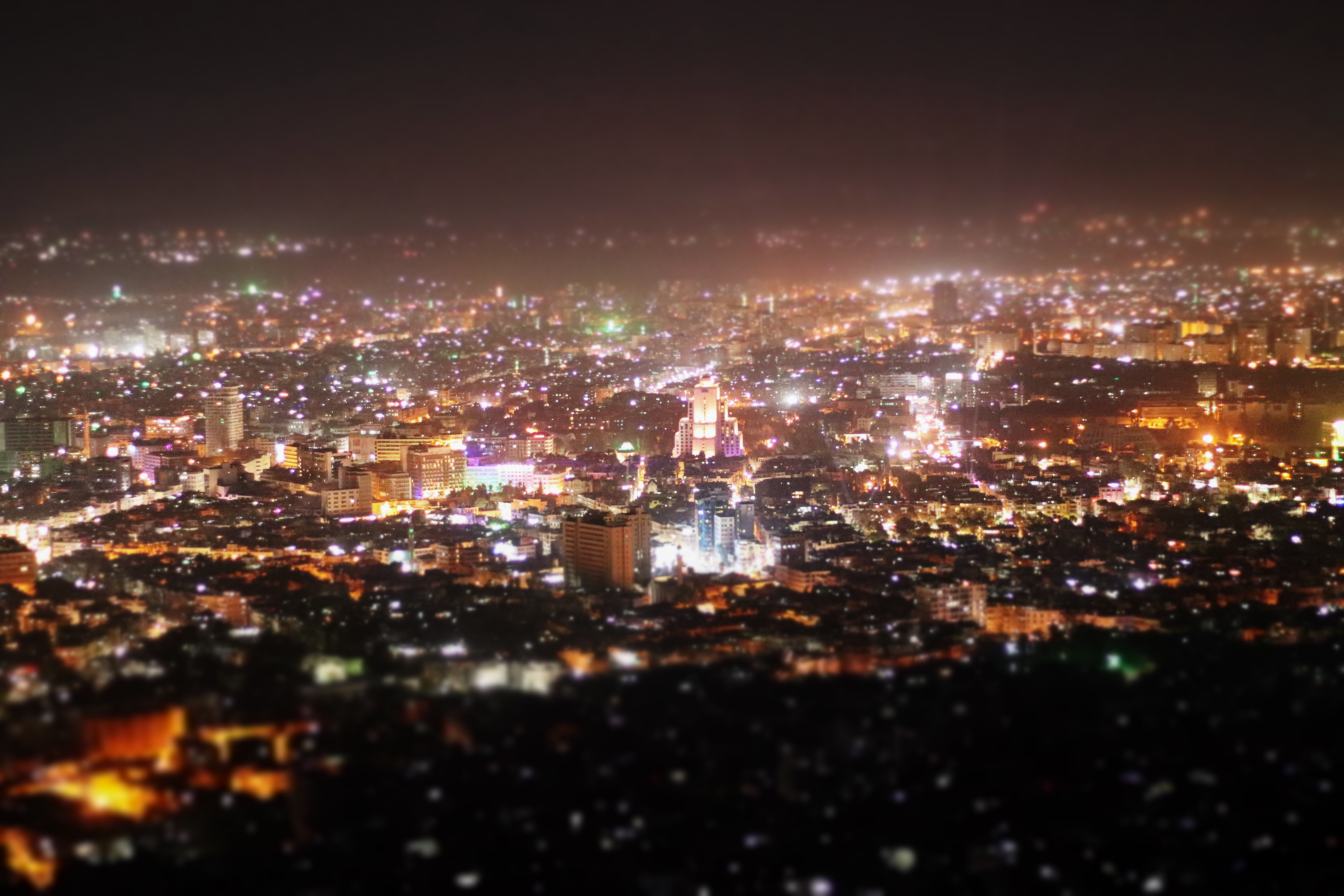
Vue aérienne de Damas en 2020.

L'UNICEF a signalé que plus de 500 enfants ont été tués au cours des 11 mois précédant février 2012, 400 autres enfants auraient été arrêtés et torturés dans les prisons syriennes,. Ces deux affirmations ont été contestées par le gouvernement syrien. En outre, plus de 600 détenus et prisonniers politiques sont morts sous la torture. Human Rights Watch a accusé le gouvernement et Chabiha d'utiliser des civils comme boucliers humains lors de leur progression dans les zones contrôlées par l'opposition. Les rebelles anti-gouvernementaux ont également été accusés de violations des droits de l'homme, notamment de torture, d'enlèvement, de détention illégale et d'exécution de civils, de Chabiha et de soldats. L'organisation a également exprimé son inquiétude face à l’enlèvement de ressortissants iraniens. La Commission d’enquête de l’ONU a également documenté des abus de cette nature dans son rapport de février 2012, qui comprend également des documents indiquant que les forces rebelles ont été responsables du déplacement de civils.
Classée bonne dernière, étant 8e sur l'Indice mondial de la paix 2024 et 4e pire sur l'Indice des États fragiles 2024, la Syrie est l'un des endroits les plus dangereux pour les journalistes. La liberté de la presse est extrêmement limitée et le pays est classé au deuxième rang des pires pays au classement mondial de la liberté de la presse 2024,. La Syrie est le pays le plus corrompu du Moyen-Orient, et a été classée au 2e rang mondial le plus bas dans l'indice de perception de la corruption 2023. Le pays est également devenu l'épicentre d'un cartel de drogue illicite de plusieurs milliards de dollars, sponsorisé par l'État, le plus grand au monde,,,. La guerre civile a fait plus de 600 000 morts, les forces pro-Assad étant responsables de plus de 90 % des pertes civiles totales. . La guerre a conduit à une crise massive de réfugiés, avec environ 7,6 millions de personnes déplacées à l'intérieur du pays (chiffre du HCR de juillet 2015) et plus de 5 millions de réfugiés (chiffre enregistré par le Haut Commissariat des Nations unies pour les réfugiés en juillet 2017). La guerre a également aggravé les conditions économiques, avec plus de 90 % de la population vivant dans la pauvreté et 80 % confrontée à l'insécurité alimentaire. .
La Ligue arabe, les États-Unis, les États de l’Union européenne, les États du Conseil de coopération du Golfe et d’autres pays ont condamné le recours à la violence contre les manifestants. La Chine et la Russie ont évité de condamner le gouvernement ou d’appliquer des sanctions, affirmant que de telles méthodes pourraient dégénérer en intervention étrangère. Cependant, la plupart des pays ont exclu toute intervention militaire,,. La Ligue arabe a suspendu l'adhésion de la Syrie en raison de la réponse du gouvernement à la crise, mais a envoyé une mission d'observation en décembre 2011, dans le cadre de sa proposition de résolution pacifique de la crise. Les dernières tentatives de résolution de la crise ont été faites par la nomination de Kofi Annan, comme envoyé spécial pour résoudre la crise syrienne au Moyen-Orient. Certains analystes ont cependant avancé l'hypothèse d'une partition de la région en un est sunnite, un nord kurde et un ouest chiite / alaouite.

#### Conflit gelé (2020-2024)
À partir de 2020, le conflit s’est installé dans un état gelé. Bien qu'environ 30 % du pays soit contrôlé par les forces de l'opposition, les combats violents ont largement cessé et on observe une tendance régionale croissante vers une normalisation des relations avec le régime de Bachar el-Assad.

#### Chute du régime Assad (2024)

Situation militaire après le début des offensives de l'opposition fin 2024.
Territoires contrôlés par les FDS (jaune), l'EI (gris), l'armée syrienne (rouge), l'ANS et la Turquie (vert clair), Hayat Tahrir al-Cham (blanc), l'ASF et les États-Unis (bleu canard).

En décembre 2024, les États-Unis, l’Allemagne, la France et le Royaume-Uni ont appelé à une désescalade en Syrie alors que la violence reprenait une fois de plus. Des factions rebelles, dirigées par le groupe islamiste Hayat Tahrir al-Cham (HTS), ont pris le contrôle d'Alep, déclenchant une campagne de frappes aériennes de représailles par le président syrien Bachar el-Assad, soutenu par la Russie. Les frappes, qui ont ciblé des centres de population et plusieurs hôpitaux dans la ville rebelle d'Idlib, ont fait au moins 25 morts, selon le groupe de secours des Casques blancs. Les pays de l’OTAN ont publié une déclaration commune appelant à la protection des civils et des infrastructures essentielles pour empêcher de nouveaux déplacements et garantir l’accès humanitaire. Ils ont souligné la nécessité urgente d’une solution politique dirigée par les Syriens, conformément à la résolution 2254 du Conseil de sécurité de l’ONU, qui prône le dialogue entre le gouvernement syrien et les forces de l’opposition. L'offensive rebelle, qui avait débuté le 27 novembre 2024, a poursuivi son avancée dans la province de Hama après la prise d'Alep,,.
Le 4 décembre 2024, de violents affrontements ont éclaté dans la province de Hama alors que l'armée syrienne affrontait des insurgés dirigés par des islamistes pour tenter de stopper leur avancée sur la ville clé de Hama. Les forces gouvernementales ont affirmé avoir lancé une contre-offensive avec un soutien aérien, repoussant les factions rebelles, dont Hayat Tahrir al-Sham (HTS), à environ six miles de la ville. Cependant, malgré les renforts, les rebelles s'emparent de la ville le 5 décembre. Les combats ont provoqué des déplacements massifs de population, avec près de 50 000 personnes fuyant la région et plus de 600 victimes signalées, dont 104 civils. Le 7 décembre 2024, Assad a fui la capitale Damas. Le lendemain, le 8 décembre, les forces de l’opposition syrienne ont pris la ville de Homs.

## Crimes de guerre et crimes contre l'humanité du régime syrien

### Sous Hafez el-Assad
Sous le régime de Hafez el-Assad, la prison de Palmyre est considérée comme la plus dure de Syrie. Selon un rapport d'Amnesty International publié le 18 septembre 2001 : « La prison militaire de Tadmor semble avoir été conçue pour infliger aux détenus des souffrances et une humiliation maximales, pour les terroriser et pour briser leur moral en les maintenant sous une surveillance stricte. Non seulement les détenus sont coupés du monde extérieur, mais il leur est également interdit de communiquer entre eux. Ils sont déshumanisés dans tous les aspects de la vie quotidienne ».
Régulièrement des prisonniers sont torturés après avoir été choisis par hasard, afin de maintenir un climat de terreur au sein de la prison. Ces derniers peuvent être insérés dans des pneus et frappés sur la plante des pieds ou bien être suspendus au plafond et fouettés avec des câbles. Les détenus ne bénéficient que d'une trentaine de minutes par jour à l'air libre et ont interdiction de regarder les gardiens ou les autres détenus dans les yeux. De nombreux détenus succombent sous les tortures et des exécutions capitales ont lieu deux fois par semaine. On parle de milliers d'opposants politiques qui seraient morts ainsi sous le règne d'Hafez el-Assad.
Plusieurs rescapés de Palmyre ont publié des témoignages sur leurs conditions de détention : Yassin al-Haj Saleh, membre du Parti communiste syrien, emprisonné près d'une année à Palmyre, en 1996 ; Aram Karabet, également membre du parti communiste, qui passe six ans à Palmyre ; Moustafa Khalifé, un chrétien grec-catholique, pourtant accusé d'être membre des Frères musulmans, passe 13 ans à Palmyre, de 1981 à 1994, ; et le poète Faraj Bereqdar, qui qualifie le lieu de « royaume de la mort et de la folie ». l'écrivain palestinien Salameh Kaileh, détenu de 1998 à 2000 affirme : « Il est tout à fait injuste d'appeler cela une prison. Dans une prison, vous avez des droits fondamentaux, mais à Tadmor, vous n'avez rien. Il ne vous reste que la peur et l'horreur ».
En 2015, Yassin al-Haj Saleh, témoigne dans Orient XXI : « Contrairement à d’autres prisons syriennes, [...] les prisonniers à Palmyre étaient surveillés d’en haut, à travers des ouvertures faites dans le plafond des cellules. [...] Nous étions obligés de nous allonger 12 heures par jour en hiver, 11 heures en été, exclusivement sur le côté et immobiles, les yeux bandés. [...] Les islamistes étaient bien plus mal accueillis que nous. À notre arrivée, chacun de nous a reçu 100 coups appliqués avec un câble à quadruple épaisseur. Il s’agissait de nous fouetter la plante des pieds à l’aide de ce câble composé de quatre autres fabriqués dans le caoutchouc des roues des véhicules et tressés ensemble. Ce supplice nous était infligé alors que nous avions les mains liées dans le dos et que nos corps étaient pliés et enserrés dans une roue, les pieds vers le haut. Mais le « tarif » pour les islamistes à leur arrivée était de 500 coups, certains pouvant être mortels. [...] Nous subissions des sévices de manière aléatoire, sans motif particulier et à n’importe quel moment. [...] On pouvait nous administrer plusieurs dizaines de coups de câbles après nous avoir attachés à la roue ou alors directement à même la peau de nos dos nus. On pouvait aussi nous obliger à ramper sur le sol en ciment dur de la salle rattachée à la cellule, en nous servant de nos coudes et genoux. [...] Il nous était interdit de recevoir des visites ou de l’argent. [...] Nous avions faim la plupart du temps. Certaines matinées, notre petit déjeuner se résumait à quatre fèves par personne. Il n’en était pas toujours ainsi, mais la nourriture était maigre tout le temps. Les prisonniers islamistes utilisaient le fil pour couper en deux ou trois l’œuf dur qu’on leur donnait, par souci d’égalité entre les parts ».
Une vingtaine de détenus libanais, qui s'étaient opposés à la présence syrienne au Liban, témoignent dans le film documentaire Palmyre (film) (2016), tout en jouant leur propre rôle ainsi que celui de leurs geôliers.

### Violations des droits humains
Selon plusieurs organisations de défense des droits humains et selon les Nations unies, des violations des droits humains ont été commises par le gouvernement et par les rebelles, la très grande majorité des abus étant attribués au gouvernement syrien,,,. La commission de l'ONU chargée d'enquêter sur les violations des droits humains en Syrie confirme au moins 9 massacres délibérés dans la période allant de 2012 jusqu'à la mi-juillet 2013. Le gouvernement syrien est désigné comme l'auteur de 8 de ces massacres et l'opposition du neuvième. Dans l'ensemble du conflit, le régime syrien est responsable de la grande majorité des exactions,,.
Le 20 septembre 2018, Catherine Marchi-Uhel, Chef du Mécanisme international chargé de la collecte des preuves des crimes de guerre en Syrie, annonce avoir réuni près de 900 000 documents, et ouvrir deux dossiers d'enquête sur les crimes de guerre en Syrie.

#### Exactions envers des enfants

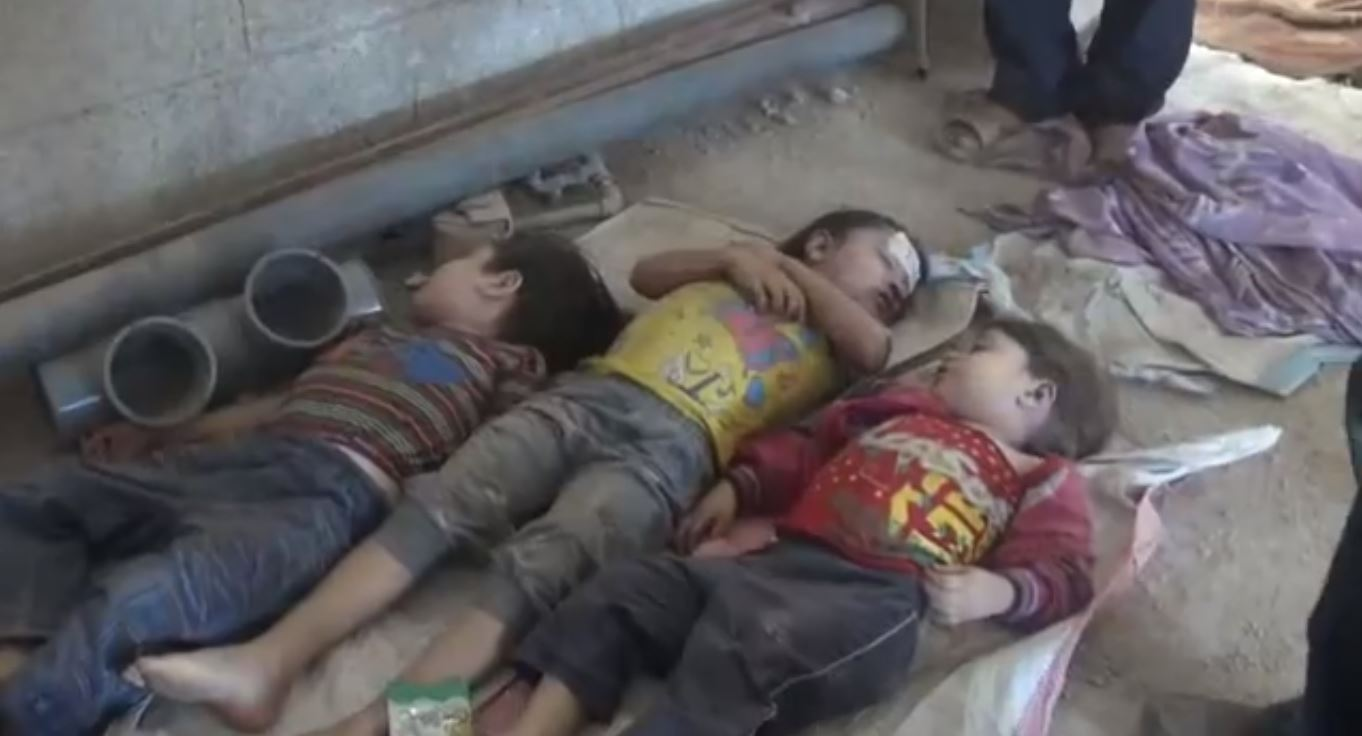
Cadavres d'enfants à la suite de l'attaque chimique de la Ghouta en 2013

Le 25 mai 2011, le corps mutilé de Hamza al-Khatib, un garçon âgé de 13 ans disparu depuis le 29 avril, est rendu à sa famille par les autorités syriennes. Il porte des marques de tortures : cou et mâchoire brisés, rotules broyées, brûlures de cigarettes, blessures par balles dans les bras et parties génitales mutilées. Il avait été arrêté lors d'une manifestation contre le régime. Les images de son corps, diffusées par la famille malgré l'interdiction, alimentent l'indignation contre le régime, qui nie les tortures et les circonstances du décès,,. Cependant, la photographie de son corps torturé, prise par le régime fait partie des photographies exfiltrées par l'ancien photographe légiste César, elle porte le numéro 23 et « apporte la preuve que l'adolescent a été torturé par les services de renseignement ».
Au début du mois de février 2012, le Fonds des Nations unies pour l'enfance estimait en outre que plus de 500 enfants avaient été tués ; 400 enfants supplémentaires auraient aussi été arrêtés et torturés dans les prisons syriennes. Ces deux informations ont été contestées par le gouvernement syrien.
Le 12 juin 2012, l'ONU dénonce le gouvernement syrien comme étant « l'un des pires sur sa liste annuelle « de la honte » où figurent les protagonistes des pays en conflit où les enfants sont tués, torturés et forcés à combattre. » Dans son rapport « Les enfants dans les conflits armés », rendu public le même jour, les Nations unies affirment que « les soldats syriens ont torturé et exécuté sommairement des enfants, et se sont servis de certains d'entre eux âgés d'à peine huit ans comme de « boucliers humains » au cours de leurs opérations contre les rebelles ». Le rapport cite à l'appui les circonstances d'une opération menée le 9 mars par les forces de sécurité syriennes, armée, services de renseignement et milice Chabiha, contre le village d'Ayn l'Arouz dans la région d'Idlib où ont été « raflés des dizaines de garçons âgés de huit à treize ans avant d'attaquer le village. « Ces enfants ont été ensuite utilisés par des soldats et des miliciens comme boucliers humains, placés devant les vitres des autocars transportant les militaires pour pénétrer dans le village lors de l'assaut. Parmi les 11 morts du premier jour de combats ont figuré trois garçons de 15 à 17 ans. Trente-quatre autres personnes, dont deux garçons de 14 et 16 ans et une fillette de neuf ans, ont été capturés. Le village fut finalement incendié et quatre des 34 prisonniers ont été abattus par balles et brûlés, notamment les deux garçons ». Radhika Coomaraswamy, représentante spéciale de l'ONU pour les enfants dans les conflits armés, avait déjà fustigé les forces gouvernementales syriennes avant la publication de ce rapport déclarant « J'ai rarement vu autant de brutalités contre les enfants qu'en Syrie, où les filles et les garçons sont emprisonnés, torturés, exécutés et utilisés comme boucliers humains. »
Le 13 mars 2014, Leila Zerrougui, Représentante spéciale du Secrétaire général des Nations unies pour les enfants et les conflits armés, déclare que le nombre d'enfants affectés par le conflit a doublé en un an et que la Syrie est ainsi devenue « l'un des endroits au monde les plus dangereux pour les enfants ». Elle estime que 3 millions d'enfants syriens sont privés d'éducation « depuis trois ans pour nombre entre eux ».
Des enfants soldats sont aussi présents sur le front, d'après Human Rights Watch. Le régime syrien emprisonne de jeunes enfants « avec des adultes, en les exposant à la violence sexuelle et en les soumettant aux mêmes mauvais traitements et la torture comme détenus adultes ».
Début 2016, il est évalué que plus de 90 % des morts d’enfants et des blessures subies par les enfants durant le conflit syrien ont été infligées par les bombardements aériens.

#### Sièges de populations civiles

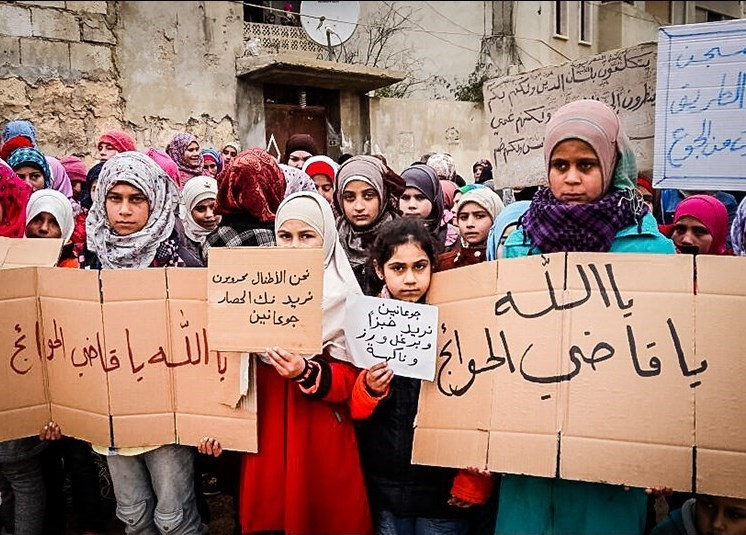
Manifestation lors du siège des villes de Foua et Kafraya

Dans un rapport publié en novembre 2017, Amnesty International dénonce la stratégie des sièges mise en place par le régime et dans une moindre mesure par les rebelles : « Le gouvernement syrien a mis en œuvre une stratégie d’assiègement, d'homicides illégaux et de déplacements forcés, qui a conduit des milliers de civils à quitter leur foyer et les contraint à vivre dans des conditions très dures. Cette stratégie s’apparente à des crimes contre l'humanité ». Différents sièges imposés aux zones civiles aux mains de l'opposition, à Homs, Alep est, Daraya, Madaya, la Ghouta Orientale ont entraîné la mort d'habitants par manque d'eau potable, de nourriture, de médicaments et d'accès aux soins notamment, le régime refusant régulièrement l'entrée d'aide humanitaire, et l'évacuation de personnes malades,,,,. Rémy Ourdan rappelle qu'il y a eu, durant le conflit, jusqu'à 59 villes et enclaves assiégées, dont certaines durant plusieurs années,.
Le camp de réfugié de Rokbane est également assiégé par l'armée syrienne, avec le soutien de la Syrie, à partir d'octobre 2018, pour couper l’approvisionnement « des biens essentiels, comme de la nourriture et des médicaments, d'entrer dans le camp », afin de contraire les personnes qui y vivent à retourner dans les zones sous le contrôle du régime syrien,. Malgré les garanties soutenues par les Nations unies, des centaines de personnes ayant quitté Rubkan sont arrêtées en 2019,.
Le régime syrien est le principal responsable des exactions commises envers les civils : coupures d'eau, d'électricité et de moyens de communication dans les zones sous contrôle rebelle, sièges empêchant la libre circulation, l'accès aux soins, à la nourriture et aux biens de première nécessité, bombardements indiscriminés et visant volontairement les infrastructures civiles (écoles, hôpitaux, marchés, secours), emploi d'armes non conventionnelles, déplacement forcé, arrestations arbitraires, disparitions forcées, torture, enrôlement forcé à une échelle bien supérieure aux autres belligérants.
Le régime considère comme « terroriste » tout civil soupçonné de liens avec l'opposition, de sympathie avec la révolution ou de participation à des manifestations.
En décembre 2017, l'OSDH estime à 103 490 le nombre de civils tués depuis le début du conflit, dont 19 116 enfants de moins de 18 ans et 12 041 femmes de plus de 18 ans, le régime de Bachar el-Assad serait responsable de la mort de 63 251 civils.
De mars 2011 à septembre 2019, le Réseau Syrien des Droits de l'Homme calcule que le régime syrien est responsable de la mort de 199 411 civils, soit 88,65 % des civils tués pendant le conflit, dont 22 733 enfants et 21 839 femmes.
Des patients sont arrêtés, torturés ou tués à l'hôpital, notamment s'ils sont soupçonnés d'avoir été blessés au cours d'une manifestation,,.

#### Déplacements forcés de population
Régulièrement, à la suite de sièges ou de batailles prenant pour cible les infrastructures civiles, ou encore par crainte d'arrestations et représailles, les populations sont forcées à fuir. Des civils ont également fui les combats entre différentes factions et fui l’État islamique, mais une immense majorité des Syriens déplacés internes ou réfugiés à l'étranger ont fui en priorité le régime syrien et ses alliés. Selon Amnesty international, les déplacements forcés de population sont une stratégie du régime syrien, ce qui s'apparente à un crime contre l'humanité,.
Selon un rapport du Réseau Syrien pour les droits de l'Homme publié le 15 mars 2020 à l'occasion du 9e anniversaire de la révolution syrienne, environ 15,2 millions de personnes ont été déplacées de force depuis mars 2011, dont neuf millions ont été déplacées à l'intérieur de la Syrie, et près de 6,2 millions vers l'extérieur du pays. Dès 2015, le HCR parle de 13,1 millions de personnes obligées de partir, soit plus de la moitié de la population,. Les déplacements forcés sont également le moyen pour le régime de remplacer les populations, en majorité sunnites, par des en majorité shiites, venues de l'étranger, et plus favorables au régime.

#### Spoliations, expropriations, confiscations, destruction
Le régime syrien, qui considère comme terroriste tout civil soupçonné de liens avec l'opposition, de sympathie avec la révolution ou de participation à des manifestations, confisque les biens de ces derniers, soit des dizaines, voire des centaines de milliers de personnes. Les maisons et terres sont soit réquisitionnées et occupées, soit confisquées et vendues, soit rasées, les héritages et pensions des détenus ou personnes en détention confisquées également. Selon l'Association des détenus et des disparus de la prison de Saidnaya, le régime a confisqué des biens de détenus d'une valeur de plus de 1,5 milliard d'euros. Le régime passe également un décret lui permettant de spolier également les biens et terres de personnes "absentes du territoire", ce qui concerne les 15,2 millions de réfugiés et déplacés internes (plus de la moitiés de la population). Des quartiers ayant été aux mains de l'opposition pendant plusieurs années sont ensuite détruits par le régime, une vengeance, selon les habitants.

#### Bombardements de populations et d'infrastructures civiles
Selon les analystes, les civils, victimes des bombardements aériens ne sont pas seulement les victimes collatérales des combats, mais sont eux-mêmes les cibles d'une stratégie systématique, car la majorité des bombardements touche les zones civiles et non pas les lignes de fronts. Le régime syrien, avec son allié russe, bombarde systématiquement toutes les infrastructures sanitaires et publiques civiles encore opérantes, notamment les boulangeries, les hôpitaux, les marchés et les écoles, les centres de secours, la défense civile et les habitations, mais également les convois et camps de réfugiés et civils déplacés,, cependant, le régime nie ces exactions et affirme n'effectuer que de la lutte anti-terrorisme.
La Syrie est également accusée par différentes ONG de bombarder des zones civiles avec des armes interdites comme des armes à sous-munition et des armes incendiaires,,. Toutes ces attaques contre des civils constituent des crimes de guerre, et lorsqu'ils sont commis de manière systématique, de crime contre l'humanité, comme cela a été le cas dans la Ghouta, selon l'ONU.
Durant le conflit, près de 80 % des décès de civils sont dus au régime et à ses alliés, dont une vaste majorité aux bombardements aériens des armées russe et syrienne.
Un rapport du Réseau Syrien pour les droits de l'Homme de mars 2020 indique que 91,36 % des civils ont été tués par le régime syrien et ses alliés (Russie et milices pro-régime et ajoute que le pourcentage disproportionnellement élevé du nombre de morts parmi les enfants et les femmes, qui représentent 18 % de toutes les victimes, sont un autre indicateur que ces derniers visent délibérément des civils.

#### Utilisation d'armes chimiques
Le 5 février 2018, soit un jour après des bombardements présumés au chlore à Saraqeb et à Douma :
- François Delattre, ambassadeur français à l'ONU affirme que les armes chimiques, seraient « employées par le régime syrien, de manière méthodique et de manière systématique contre sa propre population » tout en reconnaissant que « les soupçons pesant sur l’état des stocks syriens d’armes chimiques ne sont toujours pas clarifiés »[152],
- Nikki Haley, ambassadrice des États-Unis à l'ONU déclare disposer "de preuves provenant de dizaines de victimes" confirmant l'usage de chlore dans des attaques menées par le régime syrien, déclaration similaire à celle de Jean-Yves Le Drian, ministre des Affaires étrangères, le 7 février 2018 sur BFM TV "je parle avec précaution parce ce que tant que ce n'est pas complètement documenté, il faut être prudent - mais toutes les indications nous montrent aujourd'hui qu'il y a l'usage du chlore par le régime en ce moment en Syrie"[153],
- Vassili Nebenzia, ambassadeur russe à l'ONU, a dénoncé une "campagne de propagande" visant à "accuser le gouvernement syrien" d'attaques dont "les auteurs ne sont pas identifiés"[153].

Le 7 février 2018 une enquête internationale menée par l'OIAC sur la nature des bombardements est ouverte.

#### Arrestations arbitraires et disparitions forcées
Selon Amnesty International, au moins 65 000 personnes, dont 58 148 civils, ont subi des disparitions forcées entre 2011 et 2018. L'ONG affirme que les disparitions forcées, perpétrées par le gouvernement syrien, ses alliés et plusieurs branches de l’appareil de sécurité, ont été « commises dans le cadre d’une attaque organisée contre la population civile qui a été généralisée et systématique, et s’apparentent donc à des crimes contre l’humanité ».
En janvier 2015, l'avocat et défenseur des droits humains Anouar al-Bunni donne les chiffres suivants : « plus de 150 000 détenus, dont moins de 30 000 ont été présentés au tribunal antiterroriste et environ 20 000 à des tribunaux civils et militaires, le sort de 100 000 autres personnes est inconnu, pour certaines depuis plus de trois ans. Environ 20 000 victimes ont succombé à la torture et aux traitements inhumains qui leur sont infligés par les autorités. Pourtant, nous sommes convaincus qu’en réalité ce chiffre dépasse les 50 000 victimes, convaincus que l’on ne distingue que la partie émergée de l’iceberg, que ce soit pour les chiffres, l’étendue de la torture ou le calvaire des détenus ».
En 2015, la documentariste Sophie Nivelle-Cardinale estime le nombre de personnes disparues entre 100 000 et 200 000 depuis 2011, et affirme que les associations syriennes parlent de 600 000 détentions depuis 2011,. L'OSDH affirme qu'un demi-million de personnes ont été détenues, uniquement pas le régime syrien, entre 2011 et 2021.
Le Réseau Syrien des Droits de l'Homme recense quant à lui 83 574 disparitions forcées (dont 1 722 enfants) entre mars 2011 et septembre 2019, 128 417 arrestations arbitraires, dont 3 507 enfants, et 14 131 morts sous la torture (dont 173 mineurs),,.
À la suite du siège du camp de Rokbane, de nombreux réfugiés doivent de quitter le camp. Ceux-si expriment des craintes d'arrestation s'ils quittent le camp, des garanties sont données, avec le soutien des Nations unies. Cependant, en décembre 2019, des centaines de personnes ont été arrêtées dans les camps d'accueil gouvernementaux pour être transférées vers des centres de détentions et services de sécurité,.

#### Torture de patients dans les hôpitaux
Les personnes blessées lors de manifestations sont systématiquement arrêtées lorsqu'elles se rendent dans des hôpitaux publics. Des médecins, infirmiers et citoyens s'organisent donc pour créer des lieux de prise en charge clandestins, où les services de sécurité du régime n'ont pas accès. Soigner, apporter du matériel médical ou de la nourriture à ces patients est passible d'arrestation, torture ou exécution,.
Les hôpitaux sont également des lieux de torture. Les patients sont traités de terroristes et les employés, sommés de les insulter, frapper, torturer voire tuer. De nombreuses exactions sont documentées en particulier à l'hôpital militaire de Homs, et à l'hôpital militaire de Mezzeh, à Damas, à l'hôpital 604 à Damas et à l'hôpital de Ticherine à Harasta (Ghouta orientale, banlieue de Damas),,.
En juin 2020, un ancien médecin de Homs, Alaa Mousa est arrêté en Allemagne. Il est inculpé de crime contre l'humanité au nom de la compétence universelle, son procès commence début 2022,.

### Torture et pendaisons dans les prisons du régime syrien
Au cours du conflit, le régime syrien emploie massivement la torture contre ses opposants. Elle est pratiquée dans plusieurs centres dispersés à travers le pays par la Sécurité militaire, la Sécurité politique, le Directoire des renseignements généraux et la Sécurité de l'armée de l'air. En 2014, l'ONG Human Rights Watch rapporte que « selon des détenus libérés et des transfuges, les méthodes de torture utilisées par les forces de sécurité syriennes sont notamment de longs passages à tabac, souvent avec des matraques et des câbles métalliques, l’obligation pour les détenus de demeurer dans des positions pénibles et douloureuses pendant des périodes prolongées, l’électrocution, l’agression sexuelle, l’arrachage des ongles des mains et le simulacre d’exécution ». Des rescapés évoquent également comme méthodes de torture le « shabeh », le « tapis volant », la « chaise allemande », le « falaqah », ou encore les brûlures à l'eau bouillante ou à l'acide, les chocs électriques et la suspension pendant plusieurs heures de prisonniers attachés à des crochets fixés au plafond,,. En 2019, le Réseau syrien des droits de l'homme documente 72 méthodes de torture utilisées par le régime, dont 39 méthodes de torture physique, 8 méthodes de violences sexuelles, 8 méthodes de torture psychologique, 9 moyens de tortures dans les hôpitaux militaires et 6 méthodes de négligences sanitaires,.
À Saidnaya, les pendaisons se déroulent une à deux fois par semaine, le plus souvent le lundi et le mercredi, au milieu de la nuit. En début d'après-midi, les geôliers appellent ceux dont les noms figurent sur leur liste. Ils leur font d'abord croire qu'ils vont être transférés dans une prison civile, à Adra ou Alep, où les conditions de détention sont beaucoup plus acceptables, mais au lieu de cela ils sont conduits dans une cellule d'une quinzaine de mètres carrés, située au sous-sol de la prison. Les détenus y restent jusqu'au milieu de la nuit ou au matin et sont entretemps passés à tabac par les gardiens,. Les prisonniers sont ensuite emmenés dans un autre bâtiment de Saidnaya. Les détenus sont d'abord présentés à un « tribunal militaire opérationnel ». La procédure est très sommaire, elle ne dure qu'une ou deux minutes, les détenus ont les yeux bandés, ils n'ont pas droit à un avocat et le tribunal s'appuie sur des « aveux » extorqués sous la torture ou des déclarations préalablement remplies. Les condamnés à mort ne sont pas informés de la sentence, ils ne l'apprennent que quelques minutes avant leur exécution. Ces derniers signent leur avis de décès avec leur empreinte digitale, on leur demande d'exprimer leurs derniers souhaits, puis ils sont exécutés dans les minutes qui suivent,. Selon le rapport d'Amnesty International : « Pendant tout le processus, les victimes gardent les yeux bandés. Elles ne savent pas quand ni comment elles vont mourir, jusqu'à ce que la corde leur soit passée autour du cou ». La salle d'exécution, située au sous-sol du « bâtiment blanc », a été agrandie en juin 2012 et est divisée en deux pièces, jusqu'à dix personnes peuvent être pendues en même temps dans l'une des pièces, vingt dans l'autre. Les condamnés sont exécutés par groupes de 20 à 50, ils sont amenés sur une plateforme surélevée à un mètre du sol. Dans la première pièce, l'exécution se fait à l'aide d'une trappe ; dans la seconde, les condamnés sont poussés dans le vide par un gardien. Selon un ancien juge interrogé par Amnesty International et ayant assisté aux pendaisons : « Ils les laissent [se balancer] là pendant 10 à 15 minutes. Certains ne meurent pas parce qu'ils sont légers. Surtout les jeunes, car leur poids ne suffit pas pour les tuer. Des assistants les détachent alors et leur brisent la nuque » ou bien « des assistants de l’officier en charge tirent alors leurs corps vers le bas pour leur casser le cou ». Les corps sont ensuite envoyés à l'hôpital militaire de Tishreen, à Damas. Après avoir été répertoriés, ils sont placés dans des cercueils en bois, ou bien simplement enveloppés dans des sacs en plastique ou encore laissés tels quels. Ils sont ensuite enterrés discrètement dans des fosses communes sur des terrains appartenant à l'armée. Selon des témoignages recueillis par Amnesty International, parmi les lieux d'inhumation figureraient le village de Najha, entre Damas et Soueïda, et la petite ville de Qatana. Le 15 mai 2017, les États-Unis affirment qu'un crématorium a été construit à Saidnaya pour brûler les corps des détenus,. Après la chute du régime, une fosse commune est découverte à Al-Qutayfah, qui recèle les ossements de plus de 100 000 cadavres.
En 2013, un photographe de la police militaire syrienne déserte avec l'aide d'hommes de l'Armée syrienne libre. Il gagne la Jordanie, avant de trouver plus tard refuge en Europe,. Surnommé « César », il a photographié pour l'administration du régime les corps des plusieurs milliers de détenus morts sous la torture et est parvenu à exfiltrer 53 275 photos numériques prises par lui à Damas entre août 2011 et juillet 2013,,,,,,. Ces images sont ensuite remises au Courant national syrien, un mouvement d'opposition politique établi en Turquie,,. Le Qatar mandate alors un cabinet d'avocats londoniens, Carter-Ruck and Co, pour authentifier les photos. Celui-ci engage trois anciens procureurs internationaux — Sir Desmond de Silva QC, ancien procureur général de la Cour spéciale pour la Sierra Leone, Sir Geoffrey Nice QC, ancien procureur au procès de Slobodan Milosevic, et le Professeur David Crane, qui a mis en accusation le président Charles Taylor — et trois experts en anthropologie médicale qui publient un rapport en janvier 2014 confirmant l'authenticité des images prises par César,. Le Courant national syrien annonce 55 000 photos prises par César et 11 000 morts en détention, mais ces chiffres sont inexacts. Sur 18 000 des photos de César figurent en réalité les corps de 1 036 soldats majoritairement morts au combat et de 4 025 civils, tués pour la plupart dans leurs maisons. 27 000 à 28 000 clichés concernent les détenus,. Chaque corps est photographié à quatre reprises et 6 786 victimes sont recensées,. Les photos des détenus ont été prises à deux endroits : à la morgue de l'hôpital de Tichrine, à Damas, et dans un garage de l'hôpital militaire 601 à Mazzeh, non loin du Palais présidentiel. Les victimes viennent de 24 lieux de détentions localisés à Damas, mais plus de 80 % des corps proviennent des seules branches 215 et 227 des renseignements militaires. Sur les 6 786 victimes dénombrées, 2 936 sont décharnées et ont souffert de la faim, 2 769 ont des marques de tortures et 455 ont les yeux énucléés. Une seule femme, Rehab Allawi, une étudiante de 24 ans, et un seul mineur, Ahmad al-Musalmani, 14 ans, figurent parmi les morts identifiés,,,,. En mai 2016, une mutinerie éclate dans la prison de Hama regroupant près de 900 détenus révoltés contre l'annonce du transfert de plusieurs détenus dont au moins cinq condamnés à mort dont ils craignent l’exécution prochaine, à la prison militaire de Sednaya, située au nord de Damas. Après une prise en otage de plusieurs gardiens, cette révolte prend fin au bout d'un mois à la suite du blocus de la prison par les forces de sécurité syrienne, puis d'un accord, non-respecté par la suite, prévoyant la libération des prisonniers détenus sans inculpation.
À la date du 3 août 2018, l'OSDH annonce avoir recensé la mort sous la torture d'au moins 16 005 civils, dont, 65 femmes et 125 enfants. L'OSDH estime cependant que le bilan réel est certainement plus élevé et annonce le 21 mai 2016, qu'au moins 60 000 personnes sont mortes sous la torture ou en raison des mauvais traitements selon des renseignements obtenus auprès de sources du régime. Début 2022, l'OSDH a établi une liste de 47 000 prisonniers morts en détention depuis 2011, mais estime le nombre réel des victimes à 105 000 et le nombre des personnes encore en détention à 152 000, dont 40 000 femmes. Le plus grand nombre de décès a été répertorié dans la prison de Saidnaya, près de Damas et dans les centres de détention des services de renseignements de l'armée de l'air et de la sécurité de l'État. Le Réseau syrien des droits de l'homme (RSDH) affirme de son côté avoir recensé 12 987 morts à la date du 1er mars 2017. Selon le Réseau syrien des droits de l'homme (SNHR), entre mars 2011 et août 2017, 75 000 personnes ont été victimes de disparitions forcées de la part du gouvernement syrien et 2 000 autres l'ont été de la part des rebelles ou de l'État islamique : un bilan également repris par Amnesty International. En décembre 2017, le Centre de documentation des violations (VDC) fait état de 72 000 cas de disparitions depuis mars 2011, imputés à 92 % par le régime. D'autres estimations vont jusqu'à 100 000 ou 200 000 disparus.
À Saidnaya, les détenus passent leurs premiers mois dans des cellules d'isolement, situées dans les sous-sols et larges de 80 cm sur 1,70 mètre, 1,80 mètre sur deux mètres ou encore deux mètres sur 2,5 mètres,. La prison en compte 48. Elles sont le plus souvent plongées dans l'obscurité, la lumière du jour n'y filtre que quelques heures par jour à travers des trous étroits. Souvent jusqu'à une quinzaine de personnes y sont enfermées en même temps. L'hiver, les prisonniers sont laissés sans couverture en dépit du froid. Après plusieurs mois dans ces cellules souterraines, les détenus sont ensuite transférés vers des cellules en surface. Ces dernières sont plus grandes — environ 25 mètres carrés — mais les prisonniers s'y entassent par dizaines, les salles n'ont pas de fenêtres, mis à part un judas grillagé donnant sur le couloir, et les détenus sont maintenus dans l'obscurité la majeure partie du temps,.
Les prisonniers sont regroupés à plusieurs dans les cellules. Ils ont interdiction de parler, de faire du bruit ou de regarder les gardiens. La nourriture, quand elle est distribuée, est souvent répandue à même le sol dans les cellules. Les tortures, les passages à tabac, la faim, la soif et les maladies tuent quotidiennement. Chaque matin, vers 9 heures, des cadavres sont ramassés dans les cellules par les gardiens.
Selon un bilan de la Human Rights Data Analysis Group (HRDAG), repris par Amnesty International, au moins 17 723 personnes sont mortes dans les centres de détention du régime syrien entre mars 2011 et décembre 2015. Mais le bilan réel est estimé comme étant très probablement bien plus élevé. Selon Amnesty International, environ 300 personnes meurent chaque mois dans les prisons syriennes. La prison de Seidnaya, près de Damas, est considérée comme la pire de toutes,. Dans un nouveau rapport publié en février 2017, Amnesty International affirme qu'environ 5 000 à 13 000 opposants au régime syrien ont été pendus dans la prison de Saidnaya entre septembre 2011 et décembre 2015. En mai 2017, le Département d'État des États-Unis affirme que la Syrie aurait construit à proximité de la prison de Saidnaya un incinérateur de grande capacité où l'on procéderait à la crémation de milliers de prisonniers morts au cours de leur détention,,.
Le 8 février 2016, les enquêteurs du Conseil des droits de l'homme des Nations unies affirment que ces exactions sont le résultat d'une « politique d'État » et accusent le régime syrien de mener une « extermination » des détenus. Le chef de la commission, Paulo Pinheiro, déclare : « Le caractère massif des morts de détenus suggère que le gouvernement syrien est responsable d’actes qui relèvent de l’extermination et sont assimilables à un crime contre l’humanité ».
A l'été 2018, les autorités syriennes commencent à émettre des certificats de décès de détenus, morts pour certains depuis plusieurs années, confirmant ainsi les accusations de certaines ONG comme Amnesty International qui en 2017 avait qualifié la prison de Saidnaya « d'abattoir ». Les causes de décès avancées officiellement par le régime sont alors « crise cardiaque » ou « défaillance respiratoire », mais aucun corps n’est rendu aux familles et aucun lieu d'inhumation n'est précisé,,,,,.
Dans la branche 215, les détenus sont entassés dans des cellules, entre 50 et 70 détenus dans une cellule de 3,5 par 4 mètres. Il peut y avoir plus de 115 hommes dans une seule cellule, tandis que les femmes sont beaucoup moins nombreuses, 20 à 25 selon une ancienne détenue. Les derniers détenus arrivés doivent dormir en position assise ou accroupie. Les prisonniers manquent d'eau, de nourriture et de soin, d'accès à l'hygiène. Ils sont déshabillés à leur arrivée, puis régulièrement battus et torturés.
Dans la branche Palestine, certaines cellules sont décrites comme étant d'une taille proche de celle d'un cercueil, soit 2 × 1,5 mètres, d'autres sont estimées à 4 m2. Les cellules sont infestées de cafards, de puces, de rats, de souris et de poux. La quantité insuffisante de nourriture donnée aux prisonniers entraîne une perte de poids extrême. Les détenus reçoivent une bouteille pour uriner et une d'eau potable,. Les détenus seraient autorisés à sortir de leurs cellules pendant quelques minutes pour utiliser les toilettes trois fois par jour, sauf le vendredi où une pause plus longue est autorisée pour prendre une douche et faire la lessive. L'accès à la cour de la prison pour la lumière naturelle du soleil est limité à dix minutes par mois. Les soins médicaux sont en général complètement refusés.

### Viols
De nombreuses femmes, opposantes au régime de Bachar el-Assad ou ayant des membres de leurs familles au sein de la rébellion, sont emprisonnées par les forces gouvernementales et soumises à des viols de manière régulière et planifiée,,,,,,,,. Des témoignages de rescapées évoquent comme méthode de torture le viol collectif,, ainsi que l'introduction de rats,, ou de bâtons électriques, dans le vagin ou l'anus. Plusieurs femmes donnent naissance à des enfants dans les prisons, qui leur sont ensuite enlevés. Des viols sont également très fréquemment commis sur des enfants et des hommes dans les lieux de détention tenus par le régime syrien,,,. Dès le printemps 2011, une campagne de viols est également lancée dans les villes et les villages par les Chabihas : ces derniers mènent des raids dans les maisons et commettent des viols sur des femmes et des filles devant les membres de leurs familles. Le viol constitue un tabou dans une société syrienne largement patriarcale et conservatrice : de nombreuses victimes sont rejetées par leur famille ou répudiées par leur mari, des milliers de femmes se suicident ou sont victimes de crimes d'honneur,,.
Women Under Siege (en), une organisation de défense des droits humains, avait documenté, en juillet 2012, plus de 100 cas de viols et d'agressions sexuelles pendant le conflit. La plupart de ces crimes étaient attribués aux Shabiha et aux autres milices loyalistes. Les victimes étaient des hommes, des femmes et des enfants, les femmes et les filles représentant 80 % des victimes.
Fin novembre 2013, selon un rapport de du Réseau euro-méditerranéen des droits de l'homme (EMHRN) intitulé Violence against Women, Bleeding Wound in the Syrian Conflict, près de 6 000 femmes avaient été victimes de viols (y compris de viols collectifs) depuis le début du conflit. Les chiffres sont probablement plus élevés, un grand nombre de cas ne faisant pas l'objet de déclaration,,. En mars 2014, Abdel Karim Rihaoui, président de la Ligue syrienne des droits de l'homme, estime à plus de 50 000 le nombre des femmes violées dans les prisons du régime syrien.
En mars 2018, la Commission internationale d’enquête sur la Syrie, mandatée par l'ONU, affirme dans un rapport que l'armée syrienne et les milices pro-régime ont commis des viols de manière systématique. Les rebelles sont également accusés d'avoir commis des viols, bien que dans des proportions « considérablement moindre ».
Plusieurs femmes yézidies, enlevées en Irak par l'État islamique pendant les massacres de Sinjar et réduites à l'esclavage sexuel, sont également envoyées en Syrie par les djihadistes.

### Destructions
Le 30 janvier 2014, l'organisation Human Rights Watch publie un rapport détaillé portant sur la période de juin 2012 – juillet 2013 et montrant que le gouvernement syrien a fait raser 7 districts rebelles dans les villes de Damas et d'Hama, sur une surface correspondant à 200 terrains de football. Des témoignages confirmés par des photos-satellites montrent l'usage de bulldozers et d'explosifs pour raser des immeubles. Ces déprédations sont qualifiées de punition dirigée contre les habitants des zones acquises aux rebelles.
Pour la géographe Leïla Vignal, les assauts menés par les forces du régime « corroborent le diagnostic de bombardement « indiscriminé » des populations, une tactique militaire illégale au regard du droit humanitaire international. De ce point de vue, les destructions urbaines ne sont pas seulement l’une des conséquences du conflit armé : elles sont aussi, et peut-être surtout, une arme aux mains des forces gouvernementales ».